# Ilokano
Het Ilokano (ook wel Ilocano, Iloko of Iloco of Iluko,) is een Austronesische taal, die wereldwijd door circa 10 miljoen mensen wordt gesproken. De meeste van deze sprekers leven in de Filipijnse regio Ilocos Region. Het Ilocano is als Austronesische taal sterk verwant aan talen als het Indonesisch, het Maleis, het Fijisch, het Maori (uit Nieuw-Zeeland), het Hawaïaans, het Plateaumalagasi (uit Madagaskar), het Samoaans, het Tahitiaans, het Chamorro (uit Guam en de Noordelijke Marianen), het Tetun (uit Oost-Timor) en het Paiwaans (uit Taiwan).

## Geografische verspreiding

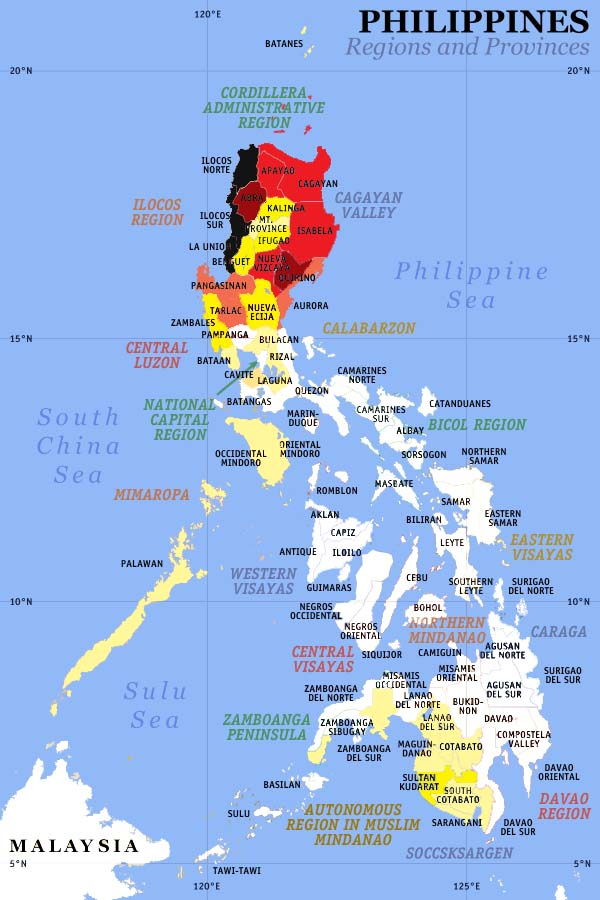
Een kaart met de verspreiding van sprekers van het Ilokano (klik op de kaart voor een vergroting)

Oorspronkelijk bewoonden de Ilokano's voornamelijk de provincies Ilocos Norte, Ilocos Sur, La Union en Abra in het noordwestelijke deel van het grootste Filipijnse eiland Luzon. Gedurende de 18e en 19e eeuw zijn velen van hen echter gemigreerd naar het meer vruchtbare Cagayan Valley, de bergen van Apayao en de vlakten van Pangasinan. Daar vormen ze nu vaak een meerderheid van bevolking.
In de 20e eeuw verhuisden veel Ilokano's naar Metro Manilla en ook wel naar het zuidelijk gelegen eiland Mindanao. Ook emigreerden veel Ilokano's naar de Amerikaanse staten Hawaï, Californië, Washington en Alaska, en naar het Midden-Oosten, Hongkong, Japan, Singapore, Canada en Europa.
In de noordelijke hooglanden van Luzon wordt een pidginvariant van het Ilokano gesproken.